# Sophie Pacini
Sophie Pacini, née le 12 décembre 1991 à Munich, est une pianiste germano-italienne.

## Vie et carrière musicale
Sophie Pacini a commencé à jouer du piano à l'âge de six ans. Elle a fait ses débuts en concert à l'âge de neuf ans. Un an plus tard, le professeur de piano Karl-Heinz Kämmerling a repris sa formation au Mozarteum de Salzbourg, après quoi elle a été admise au nouvel institut pour surdoués Leopold Mozart. À partir de 2007, Sophie Pacini poursuit ses études dans la master class de Pavel Gililov et obtient son diplôme avec mention en 2011. Master classes avec Dmitri Bachkirov et Fu Cong ont couronné sa formation.
Sophie Pacini se produit dans des salles de concert du monde entier, en particulier le Suntory Hall de Tokyo, l'Orchard Hall de Tokyo, la Laeiszhalle de Hambourg, la Salle Beethoven de Bonn, la Tonhalle de Zurich, le Konzerthaus de Berlin, la Philharmonie de Berlin, Philharmonie dans le Gasteig de Munich, le Konzerthaus de Dortmund, le Gewandhaus de Leipzig, le Konzerthaus de Vienne, le Wigmore Hall de Londres, la Philharmonie de l'Elbe, La Seine Musicale de Paris, le Grand Théâtre (Dijon) , Palais des Beaux-Arts (Bruxelles)/BOZAR, l'Hotel de ville de Hong Kong, le Cape Town City Hall.
Elle s'est produite dans le cadre de festivals internationaux tels que le Piano-Festival de Lucerne, le Piano-Festival Ruhr, le Rheingau Musik Festival, le MDR-Musiksommer, le Festival de Salzbourg, le Piano aux Jacobins de Toulouse, le Festival de musique de chambre de Lockenhaus avec Gidon Kremer, les Festivals de Mecklembourg-Poméranie Occidentale et Progetto Martha Argerich à Lugano et Martha Argerich Festival de Hambourg.
Elle joue aussi en tant que soliste dans plusieurs orchestres tels que l'Orchestre du  Gewandhaus de Leipzig, l'Orchestre philharmonique de Tokyo, l'Orchestre de la Tonhalle de Zurich, l'Orchestre symphonique de Lucerne, l'Orchestre philharmonique de Dresde, l'Orchestre philharmonique de Rhénanie-Palatinat, l'Orchestre de chambre de Württemberg Heilbronn, l'Orchestre de la radio de Munich, l'Orchestre de chambre de Vienne, l'Orchestre du Mozarteum de Salzbourg, les Symphonikern de Brandenbourg, le Maggio Musicale Fiorentino, l'Orchestre symphonique de Bournemouth, et l’Orchestre symphonique de Berne.
Sophie Pacini a conçu et animé un nouveau format de diffusion pour la radio nazionale allemande Deutschlandfunk et Südwestrundfunk.
Depuis 2023 Sophie Pacini organise son propre festival "Nuancen" dans sa ville d'Aying.
Depuis 2023 elle est membre ordinaire de l'Académie européenne des sciences et des arts.

## Discographie
- 2012 : Concerto pour piano de Robert Schumann, op.54 - Concerto pour piano no.9 de Mozart avec l'Orchestre philharmonique de Rhénanie-Palatinat, dir. Radoslaw Szulc (Onyx Classics)
- 2012 : Schumann – Liszt (Avi Music)
- 2014 : Chopin (Avi Music)
- 2016 : Solo Piano (Beethoven – Liszt) (Warner Classics)
- 2018 : In Between (Robert Schumann - Clara Schumann – Felix Mendelssohn et Fanny Hensel (Warner Classics)
- 2020 : Rimembranza (Mozart, Schubert, Liszt, Love Theme Andrea Morricone's du Cinema Paradiso)
- 2022 : Boundless (Poulenc, Bernstein, Weinberg, Prokofiev) - Duo: Sophie Pacini (clavier), Pablo Barragán (clarinette) (Aparté)[4]
- 2022 : (DVD) Sophie Pacini & Martha Argerich - New Year’s Impression from Vienna (Arthaus Musik[5])
- 2023 : Puzzle (Chopin - Scriabine), (Outhere / Fuga libera)[6]
- 2025 : bittersweet (Haendel, Mozart, Schubert, Chopin, Schumann, Brahms, Chaminade, Debussy (Deutsche Grammophone[7]/ Avenir[8])

## Prix
- 2011 : Prix Edmond de Rothschild-Thierry Schertz aux Les Sommets Musicaux de Gstaad[9]
- 2011 : Prix promotionnel de la radio nazional allemande Deutschlandfunk et de Musikfest Bremen[10]
- 2013 : Bourse d'études de la Mozart-Gesellschaft Dortmund[11]
- 2015 : ECHO Klassik Jeune artiste de l'année - piano
- 2017 : International Classical Music Awards (ICMA) - Young Artist of the Year 2017[12]
- 2023 : Membre à part entière de l’«Académie européenne des sciences et des arts»[13]